# Bürgerweide (Worms)
Die Bürgerweide (lokal auch Wäldchen) ist ein Naherholungsgebiet südlich des Stadtzentrums von Worms in Rheinland-Pfalz. Eine Teilfläche im Südosten der Bürgerweide wurde zwischen 1999 und 2002 durch Rückverlegung des Rheinhauptdeiches in ein ungesteuertes Überschwemmungsgebiet umgewandelt.
Die Bürgerweide ist Teil des Landschaftsschutzgebietes „Rheinhessisches Rheingebiet“, eine Teilfläche im Süden ist als „Naturschutzgebiet Wormser Ried“ ausgewiesen.

## Geschichte
Ursprünglich wurde die Bürgerweide als Weidefläche für das Vieh der Wormser Bürger genutzt; seit etwa 1200 befand sie sich im Besitz der Stadt. Im Spätmittelalter erwarben mehrere Orte des Wormser Umlandes ein Mitweiderecht, das sie durch Mahd oder Viehtrieb ausübten. 1828 wurden die Berechtigungen neu geordnet, die Stadt Worms entschädigte die beteiligten Gemeinden Beindersheim, Heppenheim an der Wiese, Hochheim, Kleinniedesheim, Leiselheim, Mörsch, Nieder-Flörsheim, Offstein und Pfiffligheim finanziell und kam so in den Alleinbesitz der Bürgerweide. Bis in das letzte Viertel des 19. Jahrhunderts stellte der Grasverkauf einen wesentlichen Einnahmeposten im städtischen Haushalt dar. Um diese Einnahmen zu sichern, waren wiederholte Meliorations- und Deichbauarbeiten im Bereich der Bürgerweide notwendig.
Mit dem Auslaufen der Nutzung als städtische Heuwiesen wurde Ende des 19. Jahrhunderts auf einer stadtnahen, nördlichen Teilfläche das so genannte „Wäldchen“ angelegt, die Flächen weiter südlich wurden als Ackerland oder – im Überschwemmungsbereich des Rheins – weiterhin als Weideflächen genutzt. Das „Wäldchen“ wurde 1904 in eine großflächige Parkanlage eingebunden, den Wormser Stadtpark. Im Rahmen dieser Arbeiten wurde der zwölf Meter hohe „Äschebuckel“ (von Asche: lokal für Abfall) aufgeschüttet. Weitergehende Planungen zu einer Umgestaltung in einen „Rosengarten“, der Themen des Rosengartenlieds und des Nibelungenlieds aufnehmen sollte, wurden, mit Ausnahme des 1905 aufgestellten Hagendenkmals, nicht umgesetzt. 1932 wurde der Stadtpark im Stil eines Landschaftsparks umgestaltet, das Hagendenkmal wurde an das Rheinufer versetzt.
Südlich des Stadtparks entstand ab 1972 aus den Beständen eines Vogelschutzvereins der Tiergarten Worms. Etwa gleichzeitig wurden die nach Süden anschließenden Flächen aufgeforstet, innerhalb des Bereichs wurden ein Spielplatz und eine Grillhütte angelegt (beide heute aufgegeben). Zwischen 1999 und 2002 wurde im Südosten der Bürgerweide der Rheinhauptdeich zurückverlegt, um hier ein nicht steuerbares Überschwemmungsgebiet zu schaffen.

## Lage
Die Bürgerweide liegt rund 1,5 km südlich des Wormser Stadtzentrums. Sie befindet sich zwischen der Landesstraße 523 (ehemalige B 9) im Westen, dem Stadtkern im Norden, dem Rhein im Osten und dem Eckbach im Süden. Von der B 9 wird sie in Nord-Süd-Richtung durchschnitten, der Altbach durchfließt sie in West-Ost-Richtung und mündet im Nordosten der Bürgerweide in den Rhein.

## Nutzung
Die Bürgerweide wird heute vorwiegend für Erholungszwecke genutzt. Zu den Erholungseinrichtungen zählen der Stadtpark, der Tiergarten, der Schul- und Umweltgarten, ein großer Spielplatz, mehrere Kleingartenanlagen, verschiedene Sporteinrichtungen und der Verkehrslandeplatz Worms. Auch die Überschwemmungsfläche dient der Erholung, wenn sie nicht geflutet ist. Teilflächen im Westen und im Nordosten werden landwirtschaftlich genutzt. Am Südrand der Bürgerweide befindet sich eine geschlossene Mülldeponie.

## Überschwemmungsgebiet
Zur Anlage des Überschwemmungsgebietes wurde der Rheinhauptdeich zwischen Rhein-Kilometer 440,2 und 441,4 abgetragen und durch einen drei Kilometer langen zurückverlegten Deich ersetzt. Die entstandenen Überschwemmungsfläche von etwa 68 ha bietet ein Stauvolumen von circa 2 Mio. m³. Die Fläche wird ab einem Wasserstand von 5,20 m am Pegel Worms geflutet.
Innerhalb des Polders wurden Teilflächen in extensives Grünland umgewandelt oder zur Auwaldentwicklung vorbereitet. Ergänzend wurden Amphibientümpel und „Tierrettungsinseln“ angelegt. Der im Norden des Überschwemmungsbereiches verlaufende Altbach wurde renaturiert, an seiner Einmündung in die Überschwemmungsfläche wurde ein Pumpwerk errichtet, um einen Rückstau in das Hinterland zu verhindern. Grundlage der Geländemodellierung war die Haas’sche Karte von 1801.